# Соріано-нель-Чиміно
Соріано-нель-Чиміно (італ. Soriano nel Cimino) — муніципалітет в Італії, у регіоні Лаціо,  провінція Вітербо.
Соріано-нель-Чиміно розташоване на відстані близько 65 км на північ від Рима, 11 км на схід від Вітербо.
Населення — 8466 осіб (2014).

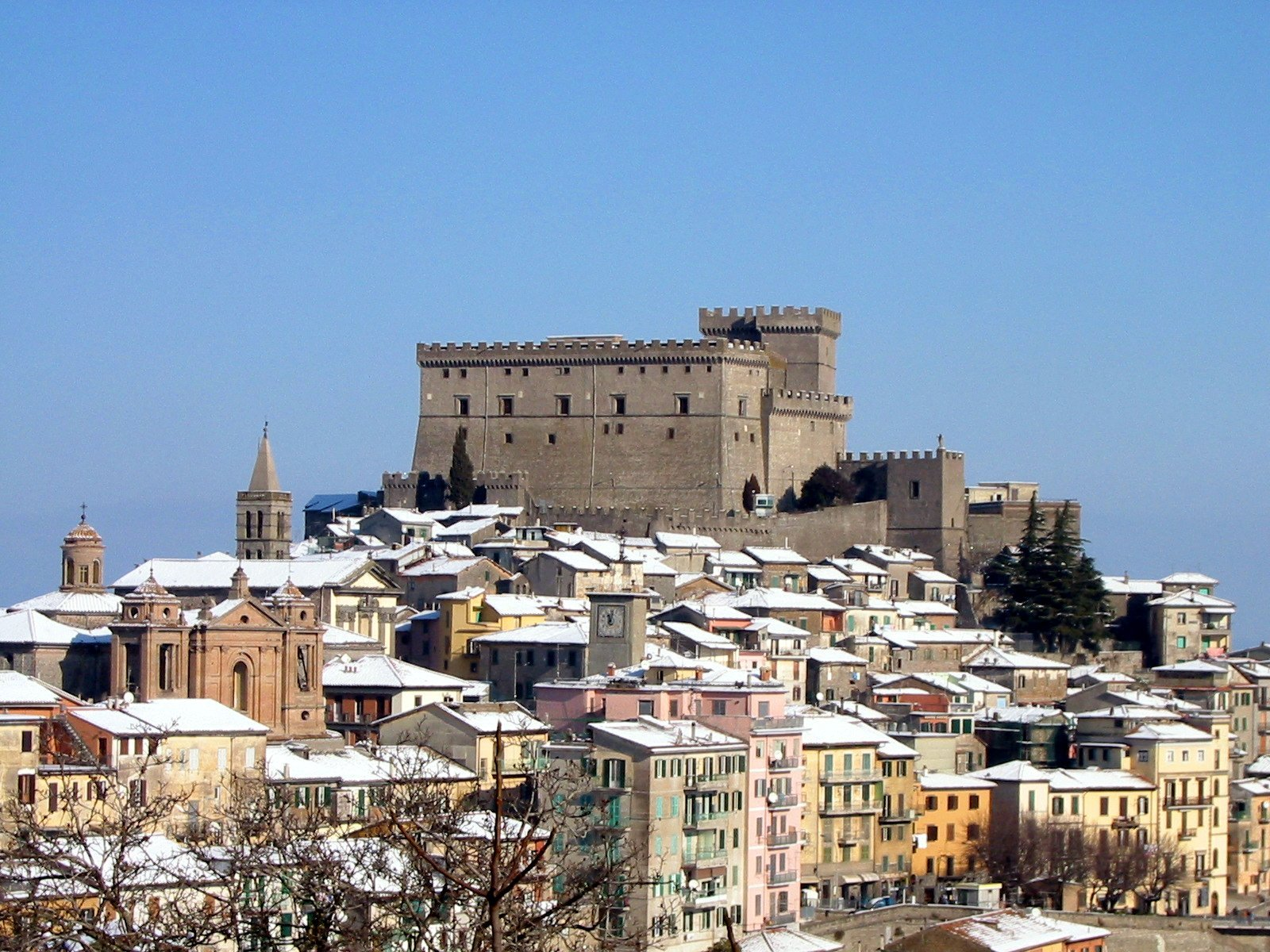

Щорічний фестиваль відбувається 6 грудня, 15 травня. Покровитель — святий Миколай.

## Демографія
Населення за роками:

Станом на 1 січня 2023 року в муніципалітеті офіційно проживало 440 іноземців з 52 країн, серед них 169 громадян країн Євросоюзу та 30 громадян України.

## Сусідні муніципалітети
- Бассано-ін-Теверина
- Бомарцо
- Канепіна
- Валлерано
- Вазанелло
- Віньянелло
- Вітербо
- Віторк'яно